# Малдибай
Малдиба́й (каз. Малдыбай) — село у складі району Турара Рискулова Жамбильської області Казахстану. Входить до складу Акиртобинського сільського округу.
Населення — 502 особи (2021; 514 у 2009, 632 у 1999, 446 у 1989).